# فهد شمال شرق إفريقيا
فهد شمال شرق إفريقيا (Acinonyx jubatus soemmeringii) هو نويع من الفهود يعيش في شمال شرق إفريقيا. ويُعرف أيضًا باسم فهد السودان اودان وأوغندا وإثيوبيا، لكن لا يعرف شيء عن الجماعات الموجودة في إريتريا وجيبوتي والصومال وكينيا والسودان. أول من وصفه هو عالم الحيوان النمساوي ليوبولد فيتزينجر في عام 1855 باسم (Cynailurus soemmeringii) على أساس فهد جاء به من صحراء بيوضة في السودان إلى فيينا.
كان عدد الفهود في إثيوبيا والسودان والصومال يقدر بنحو 1150 إلى 4500 فهد في السبعينيات، قدر في عام 2024 أن 533 فهد يعيشون داخل المناطق المحمية في هذه المنطقة؛ أما عدد الفهود الذين يعيشون خارج المناطق المحمية غير معروف.

## الوصف

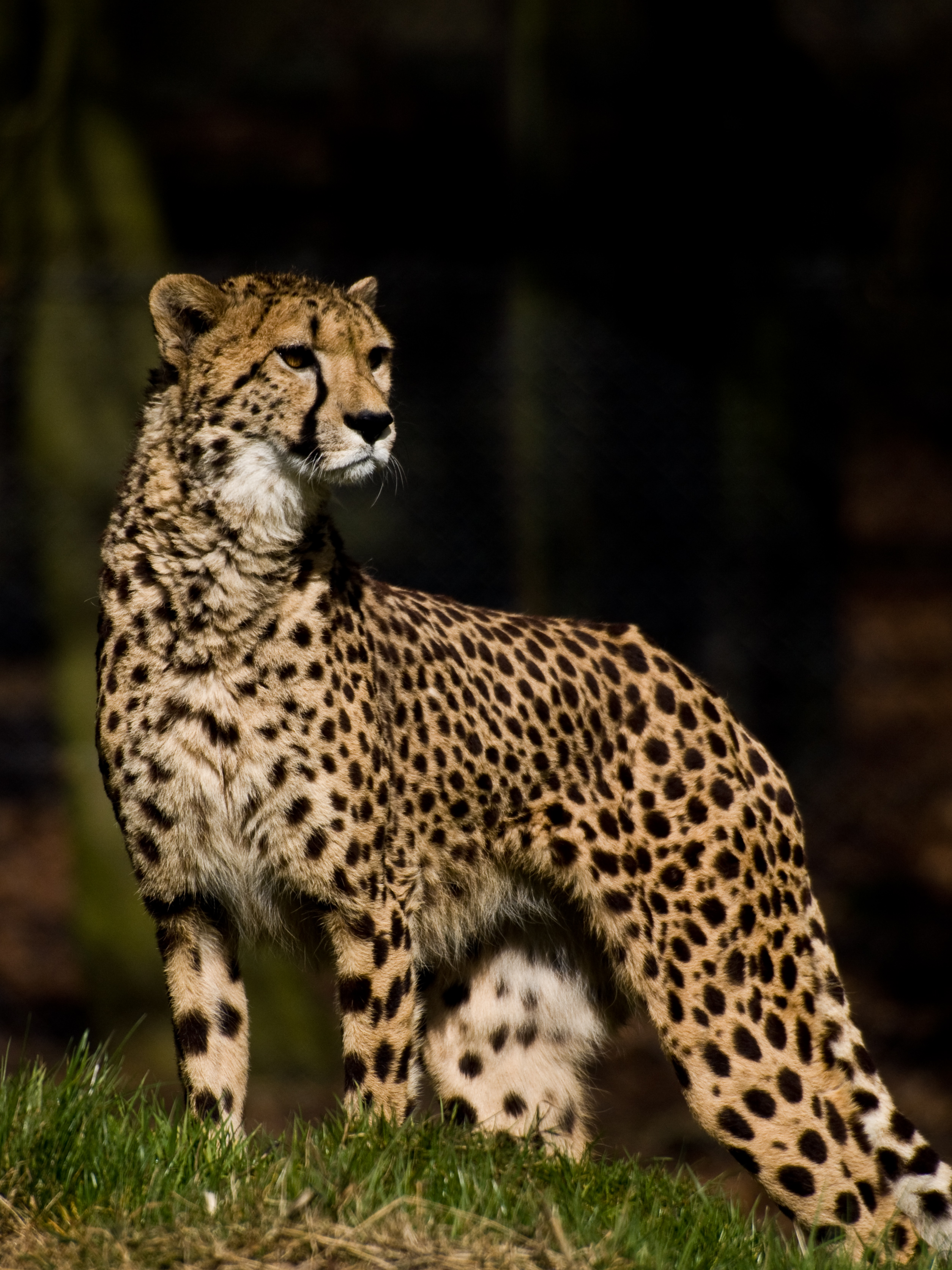
فهد شمال شرق إفريقيا

جلد فهد شمال شرق إفريقيا مرقط كثيف وسميك خشن نسبيًا مقارنة فهود شرق وشمال غرب إفريقيا، بطن الفهد بيضاء بدون نقط أما صدره وحلقه ففيهما بعض من النقط التي تشابه تلك الموجودة في الفهود الشرقية، لون فرائه أغمق من الفهود الإفريقية الأخرى، نقطه أصغر من تلك الموجودة في الفهود الأخرى، ولا توجد بقع على قدميه الخلفيتين شوهد البعض من نوعه في تشاد في بنقط على أرجلهم.
رأسه أكبر من الفهود، ولكن في بعض الأحيان يمكن أن يكون رأسه أصغر نسبيًا. خطا الدموع لهذا الفهد غير متناسقين تقريبا وهي أعرض عند زوايا الفم على عكس تلك الموجودة في الأنواع الفرعية الأربعة الأخرى. بعض فهود هذا النوع يمكن أن يكون لون فرئه شاحبًا أصفر أو أبيض.

## التوزيع والموئل
انقرض فهد شمال إفريقيا من إريتريا وجيبوتي وشمال الصومال، قدر في عام 2024 أن 533 فهد يعيشون داخل المناطق المحمية في إثيوبيا وجنوب السودان والسودان. توجد هذه الأنواع الفرعية في متنزهات أومو وغامبيلا وأليديغي وماغو ويانغودي راسا الوطنية وفي منطقة بورينا وأوغادين وعفار ومناطق بلن عفار في إثيوبيا. يوجد الفهد في متنزهات بوما والجنوبية ورادوم وبادينجيلو الوطنية في جنوب السودان.
| البلد        | تقدير |
| ------------ | ----- |
| إثيوبيا      | 500   |
| جنوب السودان | 462   |
| مجموع        | 962   |

## علم البيئة والسلوك

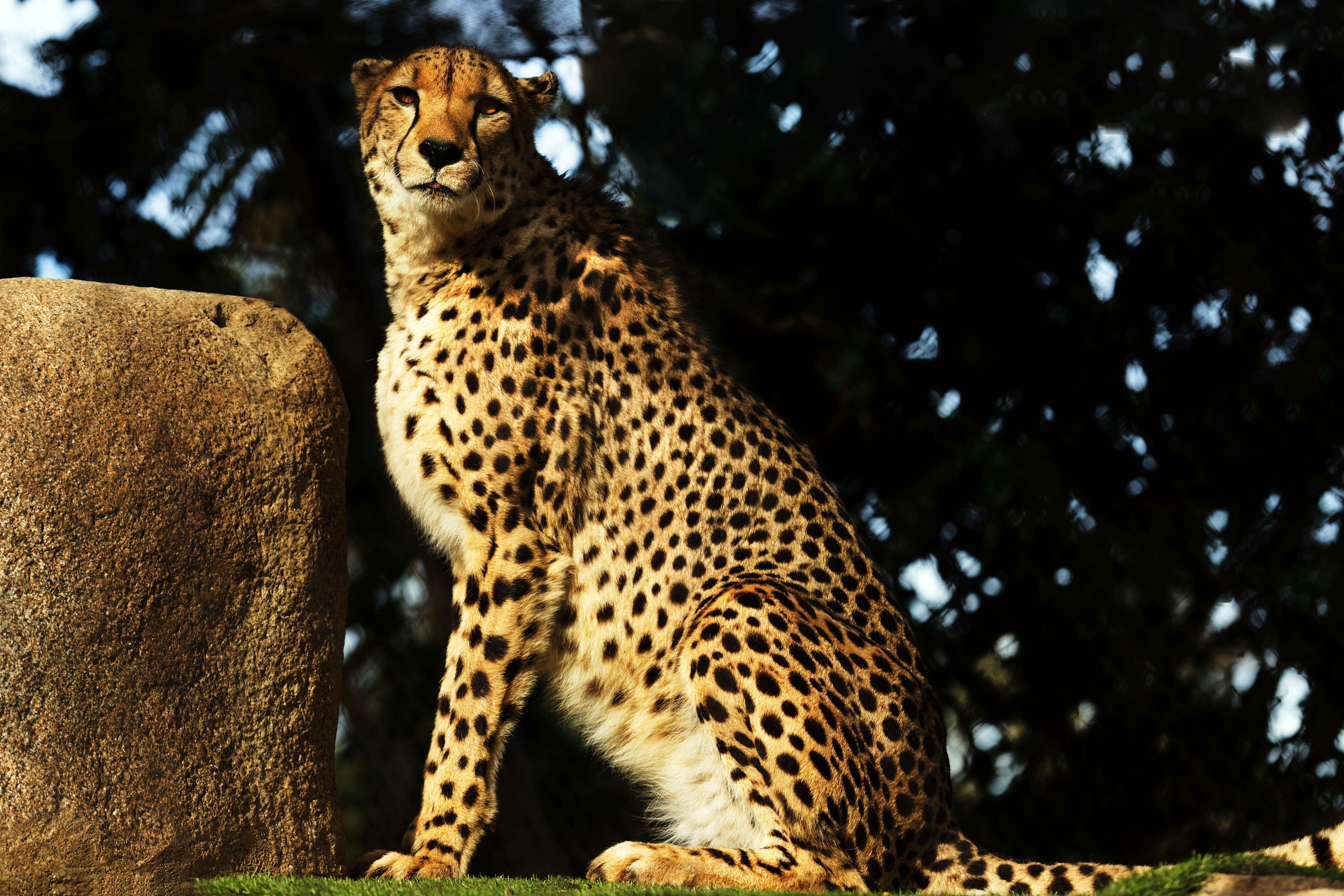
فهد شمال شرق إفريقيا

### الصيد والنظام الغذائي
الفهود آكلة اللحوم وتتغذى على الحيوانات العاشبة مثل الغزلان والأرانب البرية والحيوانات الكبيرة مثل الحمر الوحشية والنعام البربري نادرًا، الغزلان هي فريسته المفضلة ويتسبب ذلك في نقص أعداد الغزلان في منطقة شمال شرق إفريقيا.

### المنافسون
لا يمكن للفهود مجابهة الحيوانات المفترسة الكبيرة في منطقتهم مثل الأسود والضباع المرقطة والكلاب البرية لأنها يمكن أن تقتل الفهود. كانت الفهود تسلم وجباتها للضباع المرقطة والمخططة، لأنها غير قادرة على الدفاع عن نفسها ضد هذه الحيوانات المفترسة، لكن يمكن لتحالفات ذكور الفهود البالغة مطاردة الحيوانات المفترسة ويمكن لفهد واحد مطاردة ابن آوى والذئاب الذهبية.

## التهديدات
مما يهدد وجود الفهد الصيد غير المشروع وفقدان الموائل وقلة الفرائس وزيادة نسبة أشبال الفهود الذين يهربوا إلى المملكة العربية السعودية والإمارات العربية المتحدة واليمن. فمثلا تغير استخدام الأراضي بشكل كبير بإثيوبيا بين عامي 1972 و2007، إذ ارتفعت حجم الأراضي المزروعة بأكثر من 700٪، في حين أن الغابات والمراعي انخفضت بنحو 90٪، والسبب الرئيسي للحد من غطاء الغابات هو جمع الحطب وإنتاج الفحم للبيع واستخدام الخشب لبناء المنازل.
الفهد مهدد بشدة بسبب تجارة الحيوانات الأليفة غير المشروعة من الصومال، وتُباع أشبال الفهد في السوق السوداء بأكثر من 10000 دولار، لكن إنقاذ شبل واحد يكلف أكثر من ثلاثة أضعاف هذا المبلغ، يُعتقد أن غالبية صغار الفهود الأسيرة تموت قبل تصديرها من إفريقيا.

## الحفظ

### الحفاظ على الحياة البرية الإثيوبية

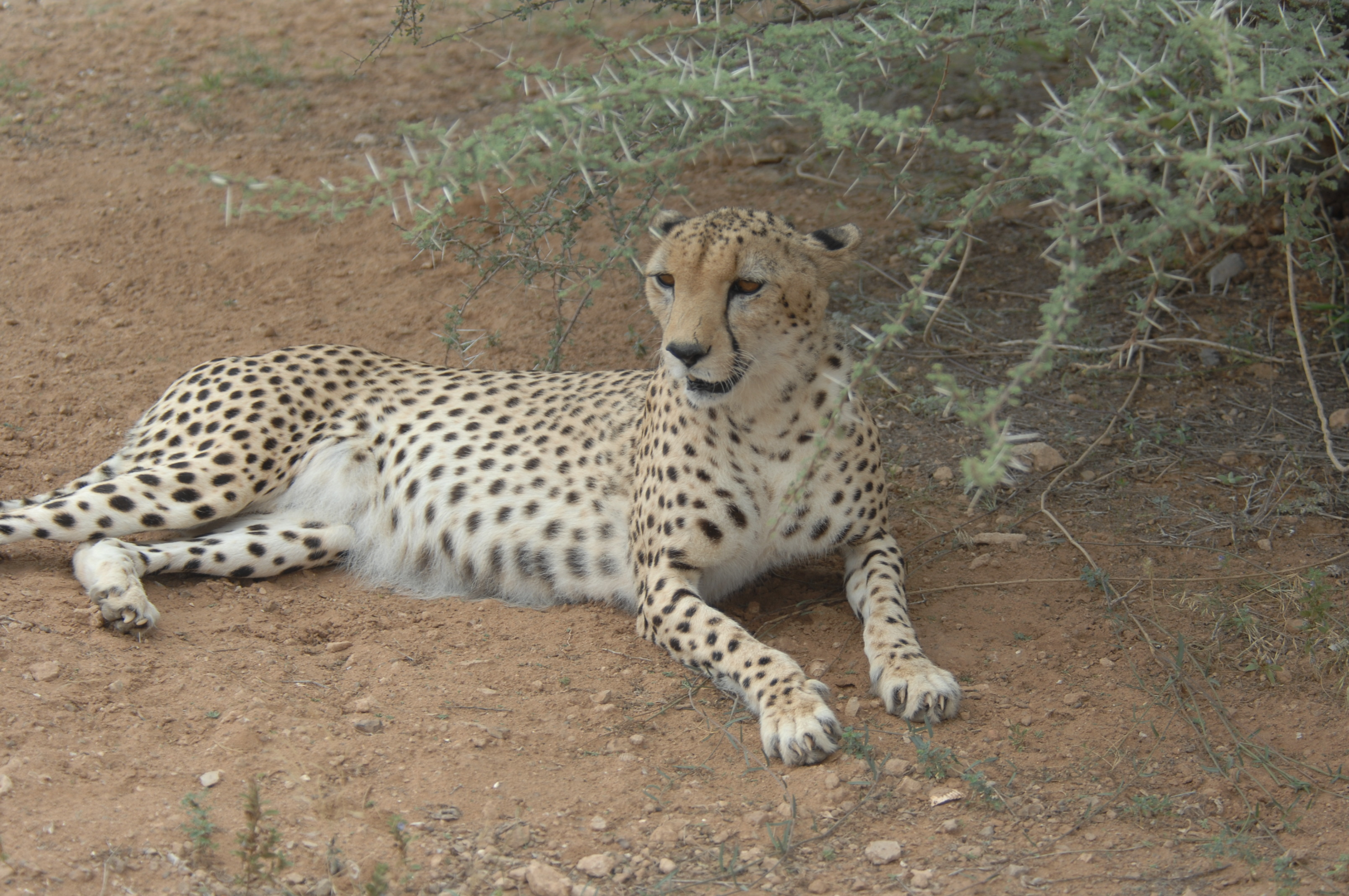
فهد في ملجأ جيبوتي للفهود

يعتبر الفهد مع الكلب البري الإفريقي رمزًا لإثيوبيا، بدأ مشروع الحفاظ على الحيوانات البرية لأول مرة في عام 2006 بعد "نقص حقيقي في الوعي في إثيوبيا حول معاملة الحيوانات"، هدف الحفظ هو ضمان زيادة أعداد الفهود والحيوانات البرية الأخرى المهددة في إثيوبيا. صادرت مؤسسة بورن فري الإثيوبية صغار الفهود من الصومال وبدأت مشروع تربية شبه أسيرة لهم من أجل إنقاذ الفهود وإعادة توطينهم في البرية.

### في الأسر
هناك برامج في أوروبا والشرق الأوسط، مثل البرنامج الأوروبي للأنواع المهددة بالانقراض الذي ترعاه الجمعية الأوروبية لحدائق الحيوان وأحواض السمك، وبدأت مشاريع التربية الأسيرة لفهد شمال شرق إفريقيا في الشرق الأوسط، بعد عدة سنوات من تناقص أعداد الفهود بسبب استخدام الأشبال لأغراض تجارية، ثم بدأت حدائق الحيوان الأوروبية بإرسال الفهود الذين ولدوا في الأسر في شمال شرق إفريقيا إلى مجموعات علم الحيوان في أوروبا.

### برنامج التربية شبه الأسيرة
يوجد برنامج تكاثر للفهد في ملجأ جيبوتي للفهود في مدينة جيبوتي، والذي بدأ لأول مرة في عام 2004، أنشئ الملجأ جيبوتي للفهود لأول مرة في عام 2002 وافتتحت المرحلة الأولية بعد سنة.

### مشروع إعادة الحفظ في شبه الجزيرة العربية

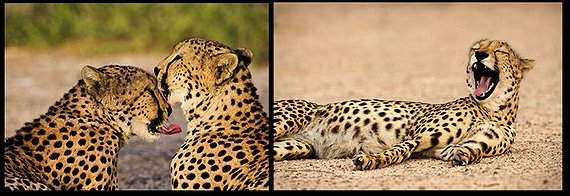
فهود في صير بني ياس ، الإمارات

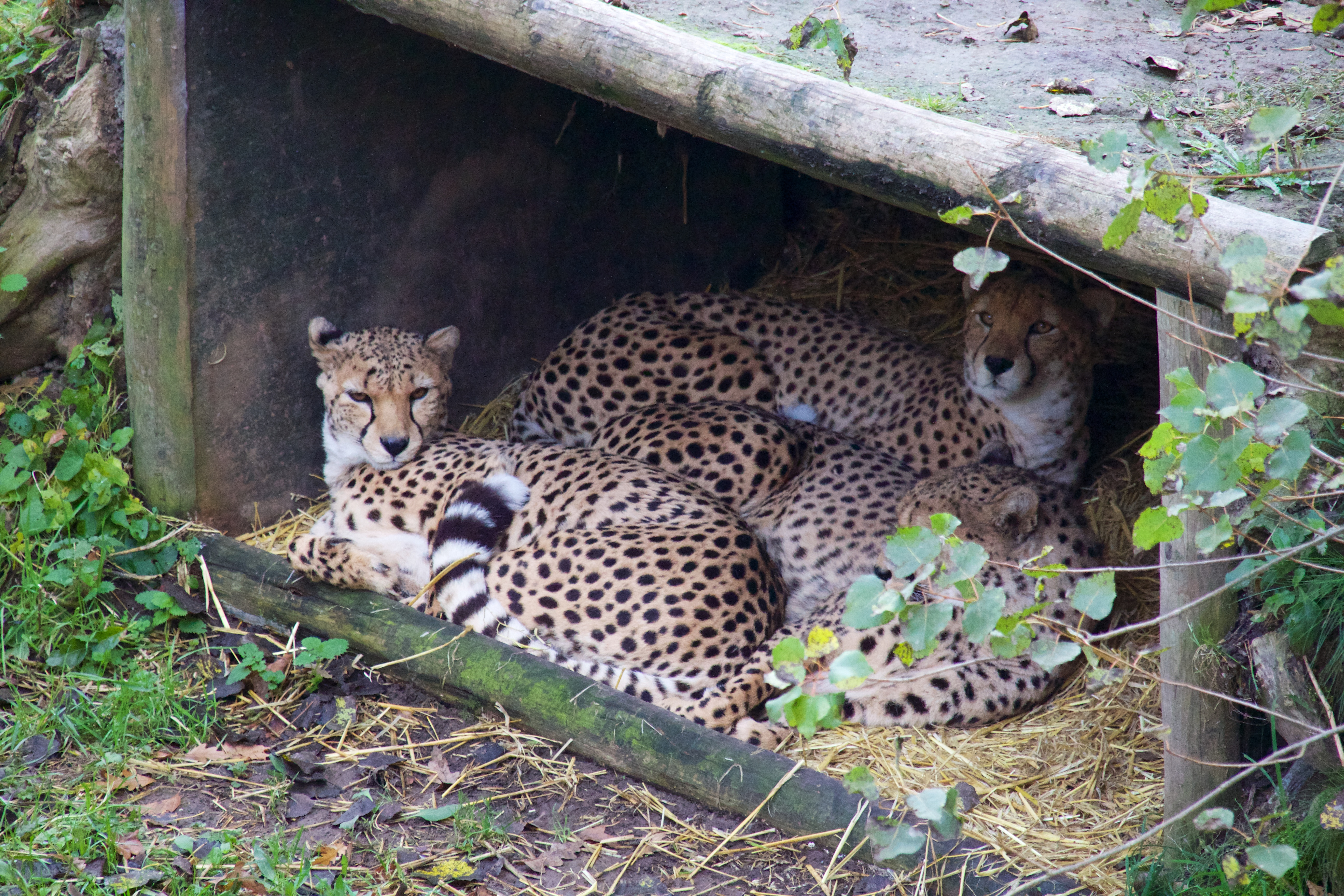
فهود في حديقة حيوان تشيستر

هناك أيضًا مشاريع إعادة توطين في شبه الجزيرة العربية لتكاثر الفهود في حدائق الحياة البرية وفي الأسر منطقة الشرق الأوسط مثل منتزه الحياة البرية العربية بصير بني ياس، وحديقة حيوان العين ومركز الشارقة للحياة البرية العربية في الإمارات العربية المتحدة. كانت الفهود الآسيوية تعيش في شبه الجزيرة العربية حتى انقرضت من في براري الشرق الأوسط في أوائل السبعينيات، بدأ مشروع إعادة التوطين رسميًا في عام 2008، عندما أعيد تقديم أربعة فهود من شمال شرق إفريقيا مولودة في الأسر إلى برية جزيرة صير بني ياس للتجول بحرية والحفاظ على التوازن الطبيعي، تعلم الفهود التكاثر والبقاء على قيد الحياة والتغذي على الغزلان الجبلي بمفردهم، ثم يتعلم نسلهم طرق الصيد من والديهم.
الفهود صعبة التكاثر لذا فإن معدل بقاء أشبال الفهد منخفض في البرية وفي الأسر. لكن فالمشروع ناجح حتى الآن، وُلدت في أبريل 2010 أول أربعة صغار من الفهود في الجزيرة من فهدة أعيد توطينها في المنطقة، تعتبر تلك الأشبال أول من ولد من الفهود في الجزيرة العربية منذ 40 عامًا.
تعد محمية الوبرة للحياة البرية في قطر ومركز الذيد للحياة الفطرية في الشارقة ومركز النقلي للحياة البرية ومركز وادي الصفا للحياة البرية في دبي جزءًا من برنامج التكاثر الدولي للمساعدة في إنقاذ أعداد الفهود النادرة التي تتكاثر في الأسر، يوجد حاليًا 23 بالغ و7 أشبال في وادي الصفا.

## ترويض الفهود

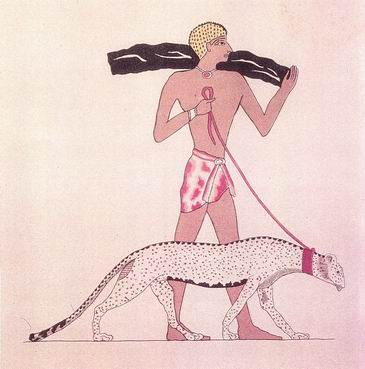
رجل قبلي يحضر فهدًا وأبنوسًا تكريمًا لملك طيبة (حوالي 1700 قبل الميلاد)

كان يوجد في كل من قارتين إفريقيا وآسيا 100,000 فهد في القرن التاسع عشر. وكانت الفهود منتشرة في الشمال والوسط وفي القرن الإفريقي فكان موجودة من مصر وليبيا ومن الصومال إلى النيجر. مغالبًا ما احتفظ المصريون القدماء بالفهود وقاموا بتربيتها وقاموا أيضًا بترويضها وتدريبها على صيد الثدييات. وكان هذا هو التقليد المصري الذي نقل لاحقًا إلى الفرس القدماء والهند، إذ استمر الأمراء الهنود في ترويض الفهود الآسيوية حتى القرن الثاني عشر.

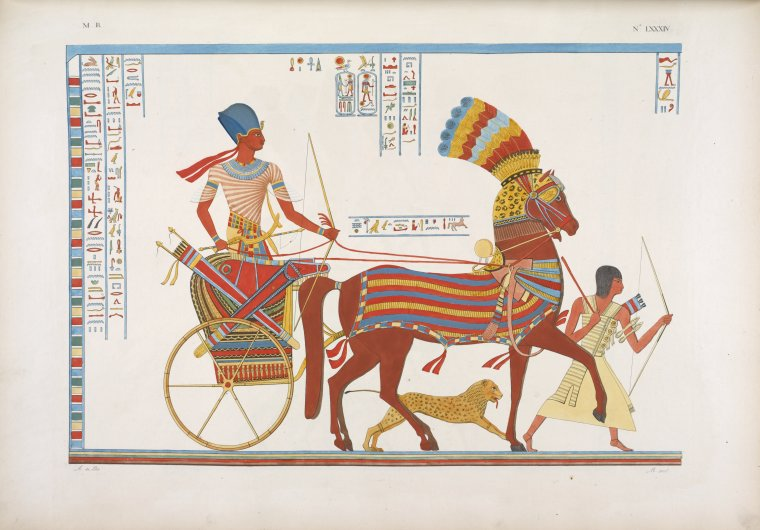
عربة مصرية برفقة فهد وعبد